# James Harlan (Politiker, 1800)
James Harlan (* 22. Juni 1800 im Mercer County, Kentucky; † 18. Februar 1863 in Frankfort, Kentucky) war ein US-amerikanischer Jurist und Politiker. Zwischen 1835 und 1839 vertrat er den Bundesstaat Kentucky im US-Repräsentantenhaus.

## Werdegang
James Harlan besuchte die öffentlichen Schulen seiner Heimat. Zwischen 1817 und 1821 handelte er mit Textilwaren. Nach einem anschließenden Jurastudium und seiner 1823 erfolgten Zulassung als Rechtsanwalt begann er in Harrodsburg in diesem Beruf zu arbeiten. Zwischen 1829 und 1835 war Harlan als Staatsanwalt tätig. Politisch schloss er sich US-Senator Henry Clay an. In den 1830er Jahren wurde er Mitglied der Whig Party. Bei den Kongresswahlen des Jahres 1834 wurde er im fünften Wahlbezirk von Kentucky in das US-Repräsentantenhaus in Washington, D.C. gewählt, wo er am 4. März 1835 die Nachfolge von Robert Letcher antrat. Nach einer Wiederwahl im Jahr 1836 konnte er bis zum 3. März 1839 zwei Legislaturperioden im Kongress absolvieren.
Zwischen 1840 und 1844 war Harlan als Secretary of State geschäftsführender Beamter der Staatsregierung von Kentucky. Im Jahr 1845 wurde er in das Repräsentantenhaus seines Staates gewählt. Danach war er von 1850 bis 1859 Attorney General in Kentucky. Seit 1861 bis zu seinem Tod im Februar 1863 fungierte Harlan als Bundesstaatsanwalt für Kentucky.
James Harlan war seit 1822 mit Eliza Shannon Davenport (1805–1870) verheiratet. Das Paar hatte neun Kinder. Darunter war der Sohn John Marshall Harlan (1833–1911), der zwischen 1877 und 1911 Richter am Obersten Gerichtshof der Vereinigten Staaten war.